# Sporttourer

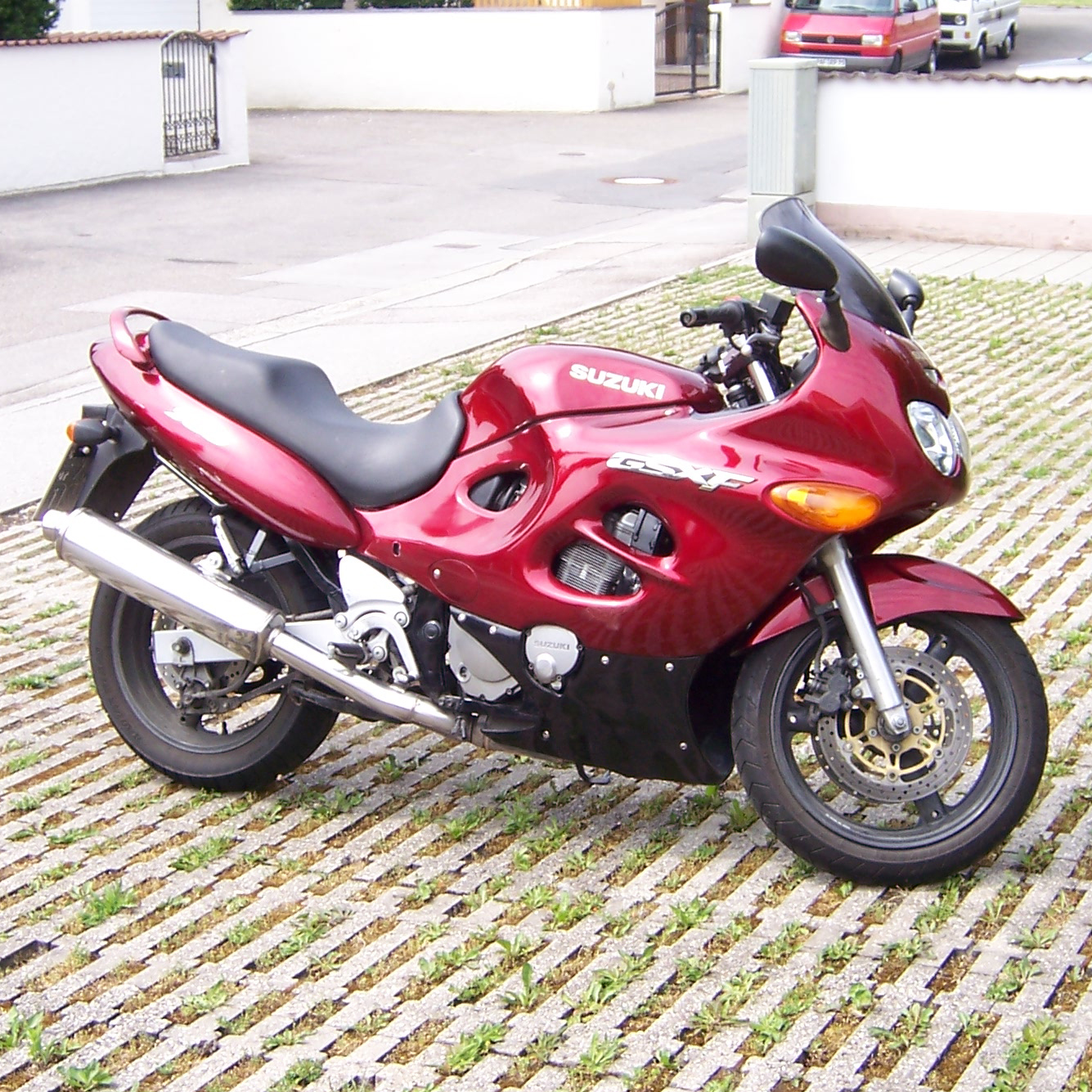
Sporttourer mit Vollverkleidung (Suzuki GSX 750 F)

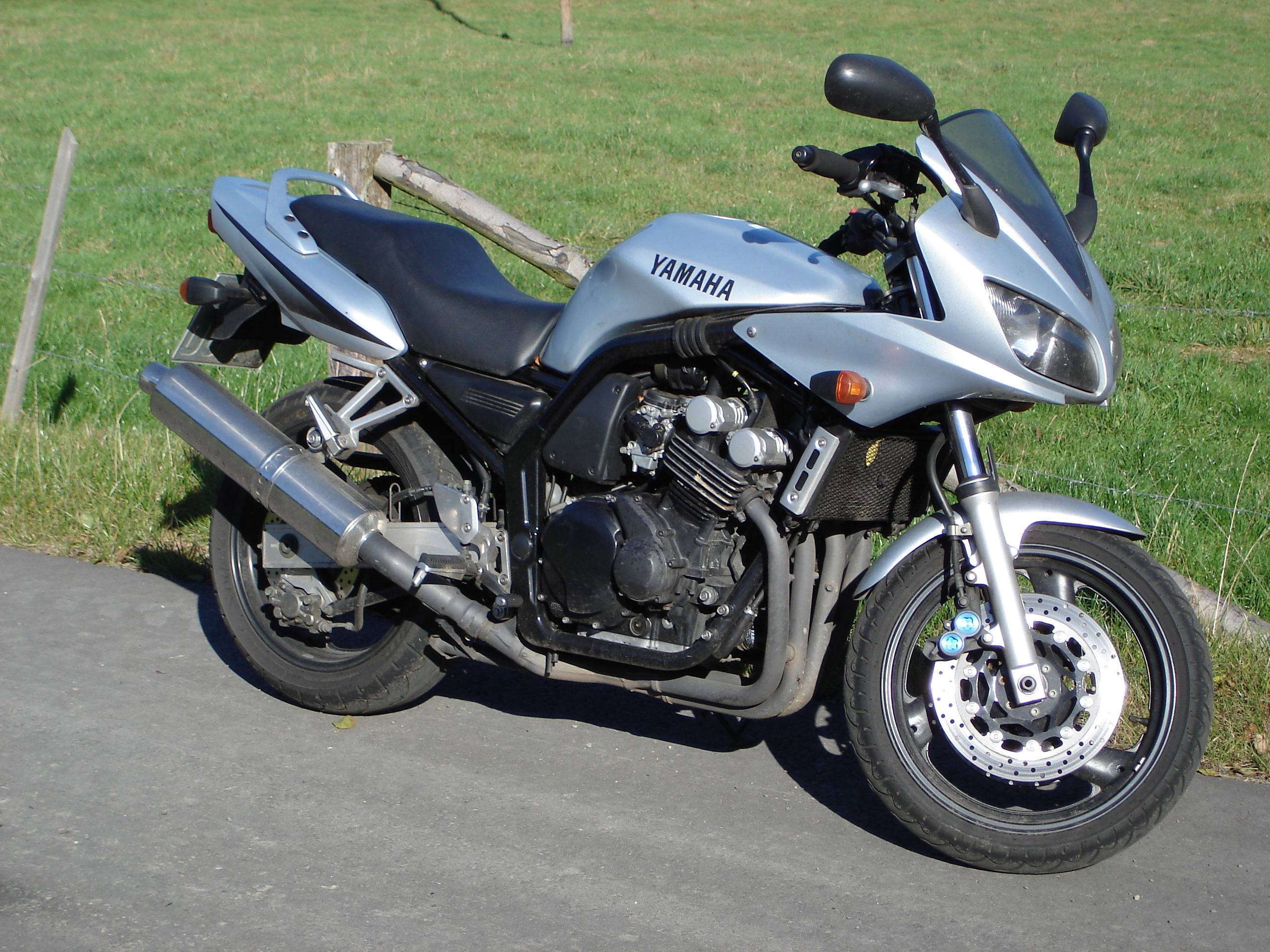
Yamaha Fazer mit Halbschale

Sporttourer sind straßenzugelassene Motorräder, die Alltags- und Tourentauglichkeit mit sportlichen Fahrleistungen und Fahrwerkseigenschaften kombinieren. Während die Motorleistungen der offenen Versionen unwesentlich von den Supersportlern abweichen, hat man im Gegensatz zu diesen eine bequemere Sitzposition und eine etwas komfortablere Federung. Auch der Beifahrer findet auf der durchgehenden Sitzbank etwas mehr als ein notdürftiges Sitzpolster vor, so dass durchaus auch ein Reisen zu zweit möglich ist. Fast alle Sporttourer haben eine Vollverkleidung oder zumindest eine Halbverkleidung. Über optionale Gepäcksysteme vom Hersteller können Seitenkoffer montiert werden.

## Konzeptionelle Abgrenzung
Die Auslegung des Motors ist für gewöhnlich gegenüber der Supersportler-Version modifiziert. Durch geänderte Nockenwellenprofile und Ventilöffnungszeiten, längere Ansaugkanäle und schwere Kurbelwellen wird das Drehmoment im mittleren Drehzahlbereich gegenüber seiner Maximalleistung optimiert. Eine reduzierte Maximaldrehzahl verbessert die Standfestigkeit der Motoren. Die Verkleidung ist breiter, höher und komfortabler dimensioniert und bietet einen besseren Wind- und Wetterschutz als Supersportler. Der Motorradrahmen ist zugunsten einer aufrechteren Körperhaltung ausgelegt. Ein größerer Radstand und entspannterer Lenkungswinkel verbessern den Geradeauslauf, jedoch nicht bis zu dem Grad wie bei reinen Tourern. Das zusätzliche Gewicht einer größeren Verkleidung, längerem Fahrwerk und Rahmen sowie zusätzlichen Motor- und Ausstattungskomponenten verändert das Verhältnis von ungefederten zu gefederten Massen, was das Fahrverhalten auf unebenen Fahrbahnbelägen beruhigt. Antiblockiersysteme sind für gewöhnlich serienmäßig montiert, einige Hersteller bieten auch Verbundbremsen und Antriebsschlupfregelungen an. Ein voluminöser Kraftstofftank vergrößert die maximale Reichweite, ein sehr lang übersetzter letzter Gang (Overdrive) verringert die Drehzahl und den Kraftstoffverbrauch auf langen Autobahnetappen. Die Bodenfreiheit ist gegenüber reinen Tourern vergleichsweise hoch, um auch eine sportliche Fahrweise mit großer Schräglagenfreiheit zu ermöglichen. Bevorzugt eingesetzte Kardanantriebe sind gegenüber Kettenantrieben langlebiger und wartungsärmer.
Typisch sind serienmäßig abschließbare, spritzwasserdichte und in die Verkleidung integrierte Hartschalenkoffer in Fahrzeugfarbe. Im Zubehör werden zumeist elektronisch einstellbare Fahrwerke, Griffheizung, Tempomat, Navigationssystem, Bordspannungssteckdosen und ein Reifendruckkontrollsystem angeboten.

## Motorradmodelle
Die Kategorisierung eines Motorrads als Sporttourer ist manchmal umstritten, da diverse Modelle sich sowohl als Sporttourer als auch als Tourer klassifizieren lassen. Fast alle europäischen und japanischen Motorradhersteller haben Sporttourer im Programm. Die Entwicklung in den 2010er Jahren ging in Richtung vollverkleideter Sporttourer mit über einem Liter Hubraum, einer Nennleistung von mehr als 72 kW (98 PS) und einer Endgeschwindigkeit oberhalb von 200 km/h.

### Marktübersicht in Produktion befindlicher Sporttourer
| Bild | Hersteller | Modell                                | Motor                   | Hubraum  | Leistung        | Antrieb       | Leergewicht | Verkaufsstart (Modellpflege) |
| ---- | ---------- | ------------------------------------- | ----------------------- | -------- | --------------- | ------------- | ----------- | ---------------------------- |
|      | BMW        | R 1250 RS (Bild noch Vorgängermodell) | 2 Zylinder, Boxermotor  | 1254 cm³ | 100 kW (136 PS) | Kardanantrieb | 243 kg      | 2019                         |
|      | BMW        | K 1600 GT                             | 6 Zylinder in Reihe     | 1649 cm³ | 118 kW (160 PS) | Kardanantrieb | 306 kg      | 2011 (2022)                  |
|      | Honda      | VFR 800 F (RC 79)                     | 4 Zylinder, V-Motor     | 782 cm³  | 78 kW (106 PS)  | Kettenantrieb | 242 kg      | 2014                         |
|      | Honda      | VFR 1200 F (SC 63)                    | 4 Zylinder, V-Motor     | 1237 cm³ | 127 kW (173 PS) | Kardanantrieb | 267 kg      | 2009 (2012)                  |
|      | Kawasaki   | ZZR 1400                              | 4 Zylinder, Reihenmotor | 1441 cm³ | 147 kW (200 PS) | Kettenantrieb | 268 kg      | 2006 (2008)                  |
|      | Kawasaki   | Z 1000 SX                             | 4 Zylinder, Reihenmotor | 1043 cm³ | 105 kW (143 PS) | Kettenantrieb | 230 kg      | 2010 (2013)                  |
|      | KTM        | 1290 Super Duke GT                    | 2 Zylinder, V-Motor     | 1301 cm³ | 127 kW (173 PS) | Kettenantrieb | 205 kg      | 2016                         |
|      | Moto Guzzi | V100 Mandello                         | 2 Zylinder, V-Motor     | 1042 cm³ | 85 kW (116 PS)  | Kardanantrieb | 233 kg      | 2023                         |
|      | Suzuki     | Hayabusa 1300 ABS                     | 4 Zylinder, Reihenmotor | 1340 cm³ | 149 kW (203 PS) | Kettenantrieb | 266 kg      | 2008 (2013)                  |
|      | Triumph    | Triumph Sprint GT 1050 (215ND)        | 3 Zylinder, Reihenmotor | 1050 cm³ | 96 kW (131 PS)  | Kettenantrieb | 268 kg      | 2010                         |
|      | Yamaha     | FJR 1300 A                            | 4 Zylinder, Reihenmotor | 1298 cm³ | 105 kW (143 PS) | Kardanantrieb | 264 kg      | 2001 (2013)                  |

Weitere Sporttourer waren unter anderem:
- Aprilia SL 1000 Falco (1999–2003), RST 1000 Futura (2001–2003)
- BMW F 800 ST (2006–2012), F 800 GT (2012–2019)
- BMW K1
- BMW K 1200 RS (1996–2004), K 1200 S (2005–2009), K 1300 S (2008–2015)
- BMW R 1200 ST
- BMW K 1200 GT (2002–2008), K 1300 GT (2009–2011)
- Ducati ST2 (1997–2003), ST3 (2004–2007), ST4 (2002–2005)
- Honda CBF 1000 (2006–2011), CBR 1100 XX (1997–2007)
- Honda VFR 750 F (1986–1997), VFR 800 FI (1998–2010)
- Kawasaki ZX-12R (2000–2005), Z 1000 SX (seit 2011)
- Kawasaki 1400 GTR (2007–2016)
- Moto Guzzi Norge 1200 / GT 8V (2006–2016)
- MZ 1000 ST (2004–2008)
- Suzuki GSX750F, GSX 1100 F (1988–1996), GSX 1250 F (seit 2010)
- Suzuki GSF 1200 Bandit (1996–2006), GSF 1250 Bandit (seit 2007)
- Triumph Sprint ST 955 (1999–2004), Sprint ST 1050 (2005–2010)
- Yamaha GTS 1000 (1993–1997)
- Yamaha MT-09 Tracer (seit 2013)

### Marktentwicklung
Unter den 50 meistverkauften Motorrädern in Deutschland befanden sich 2013 mit BMW F 800 GT (Platz 20), Kawasaki Z1000 SX (Platz 26), BMW K 1300 S (Platz 33) und BMW R 1200 RT (Platz 39) lediglich vier Sporttourer. Laut Heinz May kaufen Motorradfahrer „derzeit lieber die Spezialisten wie Sportler, Naked Bikes oder Tourer – und wenn sie zu Alleskönnern greifen, dann zu den Reiseenduros.“ Die Verkaufszahlen der Reiseenduro BMW R 1200 GS K50 waren in dem gleichen Zeitraum mehr als doppelt so hoch wie die vier vorgenannten Sporttourer zusammen. Die Verkaufszahlen dieses Modells (samt Vorgänger und Nachfolger) führen seit vielen Jahren die deutsche Zulassungsstatistik an (deutlich über 9.200 Exemplare 2020 in Deutschland).
Der Trend zum Zweitmotorrad hat eine stärkere Spezialisierung der Fahrgattungen zur Folge, da er die Nachfrage nach „Sowohl-als-auch-Motorrädern“ verringert. Geringere durchschnittliche Jahreslaufleistung von unter 4000 km pro Jahr hat die Anforderung an den Komfort verringert, zumal die Anfahrt in den Urlaub oft per Autoreisezug oder Anhänger erfolgt und die Langstreckentauglichkeit von nachrangiger Bedeutung wurde. Tourentaugliche Reiseenduros sind mit bis zu 150 PS Nennleistung, semi-aktiven Fahrwerken und viel Fahr- und Reisekomfort in das Sporttourer-Segment eingedrungen. Clemens Gleich (Heise) bezeichnete 2014 „Sporttourer in Europa als praktisch unverkäuflich“, sie werden jedoch auch Ende 2019 noch angeboten.

## Rezeption
Die Zeitschrift Motorrad definiert Sporttourer als „Maschinen, die für viel Fahrspaß plus bequeme Anreise ins Zielgebiet“ stehen und „auch bei Rennstreckentrainings Laune“ machen: „Sowohl-als-auch-Motorräder, die nicht extrem waren, nur extrem vielseitig: gute Tourentauglichkeit und hohe Alltagskompetenz, gepaart mit flotten Fahrleistungen und sportlichen Fahreigenschaften.“ Ausschlusskriterien sind eine fehlende Verkleidung, Behäbigkeit, „grobe Fahrwerksschwächen“ und eine „aufrechte Körperhaltung“.